# Луковица (Острицкая сельская община)
Луковица (укр. Луковиця) — село в Острицкой сельской общине Черновицкого района Черновицкой области Украины.
До 2020 года входило в Герцаевский район.
Население по переписи 2001 года составляло 610 человек. Почтовый индекс — 60525. Телефонный код — 3740. Код КОАТУУ — 7320781102.